# Ana Patrícia Rojo
Ana Patrícia Rojo Stein  (Villahermosa, 13 de Fevereiro de 1974) é uma atriz mexicana de telenovelas. No Brasil, é mais conhecida por seus papéis antagônicos em novelas como Maria do Bairro, Carinha de Anjo, Cuidado com o Anjo e Coração Indomável. É filha do ator Gustavo Rojo e sobrinha da atriz Pituka de Foronda.

## Biografia
Iniciou sua carreira de atriz na televisão e no cinema em 1979, aos cinco anos de idade. Primeiramente, atuou na televisão, na telenovela Honrarás a los tuyos, e depois no cinema, no filme Los reyes del palenque.
Atuou em María la del Barrio em 1995, como Penélope Linhares, ao lado dos atores Meche Barba, Thalía, Irán Eory, Ricardo Blume e Fernando Colunga. Atuou também na telenovela "Carita de ángel", em 2001, como Nicole, ao lado de Miguel de León, Daniela Aedo, Lisette Morelos, Nora Salinas, Juan Pablo Gamboa e Libertad Lamarque.
Outra telenovela da qual teve destaque foi em Esmeralda, de (1997), no qual interpretou o papel da mimada Giorgina. Nesta telenovela atuou com seu pai, o ator Gustavo Rojo, que fez o papel do doutor Bernardo Pérez Montalvo.
Em 2004, substituiu Edith González na telenovela Mujer de madera. Fez sua primeira protagonista, Marissa Santibáñez, depois da transformação no rosto da personagem.
Em 2007, ela atua na telenovela Destilando Amor, compartilhando cenas com Angélica Rivera e Eduardo Yáñez.
Ana Patrícia teve outra personagem, a vilã Estefanía, na telenovela de 2008, Cuidado con el ángel, onde rivalizava com a protagonista Marichuy, personagem de Maite Perroni, pelo amor de Juan Miguel, interpretado pelo ator Willian Levy, sendo um grande sucesso em vários países.
Em 2013, regressa as telenovelas para participar em Corazón indomable, no papel de Raiza Canseco. Em 2015, participa da telenovela Que te perdone Dios, interpretando Efigenia de la Cruz y Ferreira. Em 2016, integrou o elenco de Un camino hacia el destino, com o papel da antagonista principal "Mariana Altamirano". Em 2018, fez uma participação especial em Por amar sin ley.

## Vida pessoal
Neta paterna de espanhóis, é filha do ator uruguaio Gustavo Rojo (1923-2017) , e da Miss Peru e semifinalista do Miss Universo 1961 Carmela Stein Bedoya (1941). Ana Patricia é irmã de Gustavo e Enrique, e meia-irmã paterna de Alejandra. É sobrinha paterna da atriz Pituka de Foronda (1918-1999) .
Casou-se no dia 10 de dezembro de 2005, após 10 meses de namoro, com Andrés Puentes, mas o casal divorciou-se em 2007.
Em 2009 casou-se com Jorge Grijalva, porém o casal divorciou-se em 2014. Juntos, têm duas filhas: Ana Sofía, nascida em 2011, e Ana María, nascida em 2012.
Em 2016 namorou por alguns meses o ator e modelo argentino Eduardo Carbajal.

## Filmografia

### Televisão
| Ano  | Título                             | Personagem                                 | Notas                                           |
| ---- | ---------------------------------- | ------------------------------------------ | ----------------------------------------------- |
| 1979 | Honrarás a los tuyos               | Magnolia                                   |                                                 |
| 1980 | Al final del arco iris             | Caramelo                                   |                                                 |
| 1981 | Juegos del destino                 | Vanessa (criança)                          |                                                 |
| 1981 | Extraños caminos del amor          | Juana                                      |                                                 |
| 1983 | El malefício                       | Liliana                                    |                                                 |
| 1986 | El camino secreto                  | Paulina Faidella                           |                                                 |
| 1988 | Dulce desafío                      | Mirta Miranda                              |                                                 |
| 1990 | Un rostro en mi pasado             | Miranda Estrada                            |                                                 |
| 1991 | Al filo de la muerte               | Mónica Araujo                              |                                                 |
| 1993 | Los parientes pobres               | Griselda Olmos                             |                                                 |
| 1995 | María José                         | Imperia Campuzano de la Cruz               |                                                 |
| 1995 | María la del Barrio                | Penélope Linhares                          |                                                 |
| 1996 | Bendita mentira                    | Mireya de la Mora                          |                                                 |
| 1997 | Mujer, casos de la vida real       | Sonia                                      | Episódio: "El huesped"                          |
| 1997 | Mujer, casos de la vida real       | —                                          | Episódio: "Guardame el secreto"                 |
| 1997 | Mujer, casos de la vida real       | —                                          | Episódio: "Una lección de amor"                 |
| 1997 | Esmeralda                          | Georgina Pérez-Montalvo                    |                                                 |
| 1998 | ¿Que nos pasa?                     | Vários personagens                         | Convidada especial                              |
| 1998 | Vivo por Elena                     | Silvia Fonseca de Montiel / Raquel Durán   |                                                 |
| 1999 | María Emília, querida              | Mónica Pardo-Figueroa                      |                                                 |
| 2000 | Mujer, casos de la vida real       | —                                          | Episódio: "Por vía materna"                     |
| 2000 | Carita de ángel                    | Nicole Romero Medrano                      |                                                 |
| 2001 | Mujer, casos de la vida real       | —                                          | Episódio: "Intromision"                         |
| 2001 | Mujer, casos de la vida real       | Ana Laura                                  | Episódio: "Una veterana para el alma"           |
| 2001 | El noveno mandamiento              | Fabiola Durán del Valle                    |                                                 |
| 2002 | Mujer, casos de la vida real       | —                                          | Episódio: "Indolencia"                          |
| 2003 | Rebeca                             | Niurka Linares                             |                                                 |
| 2004 | Mujer, casos de la vida real       | —                                          | Episódio: "El polvo te convertieras"            |
| 2004 | Don Francisco presenta             | Apresentadora                              |                                                 |
| 2004 | Mujer de madera                    | Marisa Santibáñez Villalpando #2           |                                                 |
| 2005 | Mujer, casos de la vida real       | Lucila                                     | Episódio: "Siempre contigo"                     |
| 2007 | Mujer, casos de la vida real       | —                                          | Episódio: "Cosas de hombre, de hombre a hombre" |
| 2007 | Destilando amor                    | Sofía Montalvo Santos                      |                                                 |
| 2008 | Querida enemiga                    | Ela mesma                                  |                                                 |
| 2008 | Cuidado con el ángel               | Estefanía Rojas / Estefanía Velarde Santos |                                                 |
| 2009 | La Rosa de Guadalupe               | Roxana                                     | Episódio: "Déjalo ir"                           |
| 2009 | Tiempo final                       | Agente Carrasco                            | Episódio: "La mula"                             |
| 2013 | Corazón indomable                  | Raiza Canseco                              |                                                 |
| 2014 | Como dice el dicho                 | Angelica                                   | Episódio: "Bástele a cada día su afán"          |
| 2015 | Que te perdone Dios                | Efigenia de la Cruz y Ferreira             |                                                 |
| 2016 | Un camino hacia el destino         | Mariana Altamirano de Sotomayor            |                                                 |
| 2017 | La família de mi ex                | Linda                                      | Telefilme                                       |
| 2018 | Por amar sin ley                   | Lina Ávalos                                |                                                 |
| 2018 | La Guzmán                          | María de los Ángeles Torrerí               |                                                 |
| 2021 | SOS me estoy enamorando            | Inês Paredes Nava de Fernández             |                                                 |
| 2024 | Fugitivas, en busca de la libertad | Esther Suárez Quiroga / Rebeca             |                                                 |

### Cinema
- La vida se disfraza de problemas (2008)
- Hipnosis (2007)
- J-ok'el: La leyenda de la Llorona (2007) - Carmen Romero
- La curva del olvido (2005)
- Drogadicto (2000)
- Trágico carnaval (1991)
- Dos locos en aprieto (1991)
- Como si fuéramos novios (1986) - Laurita
- No vale nada la vida (1984)
- Veneno para las hadas (1984) - Verónica
- Los cuates de la Rosenda (1981)
- El robo imposible (1980) - Patty Bond
- Los reyes del palenque (1979)

## Teatro
• La homofobia no es cosa de hombres (2019) - Monólogos
• Divivas (2018) - Monólogos
- Mi amiga la gorda (2014) - Úrsula[14]
- Perfume de Gardenia (2011) - Estefanía
- Las arpías (2010) - Nicole
- Agárrenla que me caso (2006) - Sofía
- De que se ríen las mujeres (2005) - Griselda
- 23 centímetros (2005) - Fabiola
- Sueños de un seductor - Silvia Renca
- Três parejas disparejas - Vanessa
- La bella y la bestia (musical) - Imperia
- Pastorela mexicana (2004) - María Paz
- Nada de sexo que somos decentes (2004) - Niurka
- La Caperucita Roja (1985) - Juana

## Prêmios e Indicações
| Ano  | Festival                                      | Categoria                                 | Nomeações             | Resultado |
| ---- | --------------------------------------------- | ----------------------------------------- | --------------------- | --------- |
| 1984 | Prêmio TVyNovelas                             | Melhor Atriz Infantil                     | El maleficio          | Venceu    |
| 1986 | Prêmio Ariel                                  | Melhor Atriz Protagonista                 | Veneno para las hadas | Venceu    |
| 1986 | Prêmios Bochica de Oro                        | Melhor Atuação Infantil                   | Veneno para las hadas | Venceu    |
| 1986 | Troféu Diosas de Plata                        | Melhor Atriz Infantil                     | Veneno para las hadas | Venceu    |
| 1997 | Prêmio TVyNovelas                             | Melhor Atriz Antagonista                  | Bendita mentira       | Indicada  |
| 1997 | Prêmio TVyNovelas                             | Prêmio Comercial (Lubridem) a Melhor Pele | Ela mesma             | Venceu    |
| 2006 | Premios Asociación Nacional de Actores (ANDA) | Medalha Virgínia Fábregas                 | Homenagem             | Venceu    |
| 2008 | Prêmio ACE de Nova York                       | Melhor Co-Atuação Feminina                | Destilando amor       | Venceu    |
| 2008 | Prêmios Fama                                  | Melhor Atriz Coadjuvante                  | Destilando amor       | Venceu    |
| 2010 | Premios Asociación de Periodistas Teatrales   | Melhor Atriz Coadjuvante                  | Las Arpías            | Venceu    |
| 2014 | Prêmio Câmara Nacional da Mulher do México    | Trajetória Artística                      | Homenagem             | Venceu    |
| 2015 | Prêmio Presea Luminaria de Oro                | Melhor Atriz                              | Que te perdone Dios   | Venceu    |
| 2015 | Prêmio Artes Escénicas Guzart                 | Trajetória no Cinema                      | Carreira              | Venceu    |